# Thom Yorke
Thomas Edward "Thom" Yorke (sinh ngày 7 tháng 10 năm 1968) là một nhạc sĩ người Anh, nổi tiếng nhất trong vai trò là ca sĩ và người viết nhạc chính của ban nhạc Alternative rock Radiohead. Vốn là người có thể chơi nhiều nhạc cụ, Yorke chủ yếu chơi piano và ghita, nhưng anh cũng chơi cả những nhạc cụ bao gồm keyboard, bass và trống, và làm việc rộng với synthesiser, sequencer và lập trình. Anh còn được biết tới cho chất giọng falsetto của mình; năm 2008, Rolling Stone xếp anh ở vị trí thứ 66 trong danh sách ca sĩ vĩ đại nhất mọi thời đại.